# Jean Mauco
Pour les articles homonymes, voir Mauco.
Jean Mauco, né le 8 octobre 1745 à Bayonne (Pyrénées-Atlantiques), mort le 22 novembre 1827 à Solliès (Var), est un général français de la Révolution et de l’Empire.

## États de service
Il entre en service le 1er décembre 1766, au régiment de Vivarais, il passe sergent major en août 1776, et il obtient son congé le 11 septembre 1776. Commis de la marine le 1er octobre suivant, il devient sous-chef de la division marine à Bayonne le 1er octobre 1792. 
Le 2 octobre 1792 il est élu lieutenant-colonel au 4e bataillon de volontaires des Basses-Pyrénées. Il participe aux campagnes de 1792 à 1795 à l’armée des Pyrénées occidentales
Il est promu général de brigade provisoire le 13 décembre 1793, nomination approuvée le 15 février 1794. Le 14 avril suivant, il est élevé au grade de général de division et le 23 il prend le commandement de la division de Saint-Jean-Pied-de-Port. Le 15 octobre il participe à la bataille d'Orbaitzeta avant de commander la 4e division militaire le 3 novembre de la même année. 
Le 16 avril 1796 il est nommé commandant provisoire de la 11e division militaire, et le 7 juin 1797 il est confirmé dans son commandement par le comité d’organisation de l’armée de terre et de la marine. Il est mis en non activité le 15 septembre 1801.
Il est admis à la retraite le 1er septembre 1803.
Inspecteur général de l’hôpital militaire de Toulon, il est fait chevalier de la Légion d’honneur le 29 mars 1805.